# ساموئل هویی
ساموئل هوئی (انگلیسی: Samuel Hui؛ زادهٔ ۶ سپتامبر ۱۹۴۸) موسیقی‌دان، خواننده، ترانه‌سرا، تهیه‌کننده موسیقی، بازیگر اهل هنگ کنگ است.
از فیلم‌ها یا برنامه‌های تلویزیونی که وی در آن نقش داشته‌است، می‌توان به کارآگاهان خصوصی اشاره کرد.